# Joann Sfar
Joann Sfar (Nice, 28 augustus 1971) is een Frans auteur en filmregisseur. Hij is een van de bekendere artiesten van de Franco-Belgische stripbeweging.

## Biografie
Sfar begon zijn carrière als tekenaars bij de uitgever L'association. Zijn bekendste reeks is Donjon die hij met Lewis Trondheim maakte. Donjon wordt getekend door veel verschillende tekenaars. Sfar nam de sub-serie Donjon Avondschemer voor zijn rekening en tekende hiervan de eerste drie delen (nummer 101, 102 en 103). Van de Kat van de Rabbijn en Kleine Vampier zijn tevens tekenfilms gemaakt. Van de Kat van de Rabbijn verschijnt in 2018 een verfilming. Professor Bell is een serie die in zijn magisch-realistische fin de siècle-setting sterk doet denken Jacques Tardi’s Isabelle Avondrood. Hij publiceerde ook enkele one-shots als Oude Tijden en Chagall in Rusland. Met Christophe Blain maakte hij de trilogie Œdipe, Ulysse en Héracles alsook een tweeluik in de Blueberry-serie. 
Een aantal van zijn strips zoals Pascin en Klezmer verschenen niet in het Nederlands, echter wel in het Engels.

### In het Nederlands verschenen

#### Zwarte olijven(ismEmmanuel Guibert)
- 1 Waarom is deze nacht zo anders dan de andere?
- 2 Adem Harishon
- 3 Gij zult een bokje niet koken in de melk van zijn moeder

#### De kat van de rabbijn
- 1 De bar mitswa
- 2 De Malka van de leeuwen
- 3 De Exodus
- 4 Het aards paradijs
- 5 Het Afrikaans Jeruzalem
- 6 Bovenal bemin één god
- De Kat van de Rabbijn Compleet (Bundel van deel 1 t/m 5)

#### Professor Bell
- 1 De Mexicaan met de twee hoofden
- 2 De Poppen van Jeruzalem
- 3 Het vrachtschip van de apenkoning (ism Tanquerelle)
- 4 Promenade des Anglaises (ism Tanquerelle)
- deel 5 L'Irlande à bicyclette is nooit vertaald

#### Kleine Vampier
- 1 als hondenbeschermer
- 2 gaat naar school
- 3 zit op Kung-fu!
- 4 Dokter Margriet

#### Grote Vampier
- 1 Amor maakt Amok
- 2 Onsterfelijk verliefd
- De overige delen werden niet in het Nederlands uitgeven

#### Donjon
- Donjon (Scenario van Sfar ism Trondheim) (diverse delen)

Door Sfar getekend:
- Avondschemer 101 Het drakenkerkhof
- Avondschemer 102 De vulkaan van Kwansuis
- Avondschemer 103 Armageddon

#### Overige strips
- De dochter van de professor (ism Guibert)
- De Kleine Prins
- Chagall in Rusland
- Oude tijden - Geen kus van de koning
- Troll (Scenario van Sfar, getekend door Olivier Boiscommun)

### In het Frans verschenen ook nog
- Petrus Barbygère (met Pierre Dubois, scenario)
  - L'elficologue (1996, Delcourt, ISBN 2-84055-082-2)
  - Le croquemitaine d'écume (1997, Delcourt, ISBN 2-84055-136-5)
- Les Potamoks (met José Luis Munuera, tekeningen)
  - 1. Terra Incognita (1996, Delcourt, ISBN 2-84055-088-1)
  - 2. Les fontaines rouges (1996, Delcourt, ISBN 2-84055-110-1)
  - 3. Nous et le désert (1997, Delcourt, ISBN 2-84055-147-0)
- Le petit monde du Golem (1998, L'Association, ISBN 2-909020-98-3)
- Urani (2000, met David Beauchard, Dargaud, ISBN 2-205-04795-7)
- Grand Vampire
  - 3. Transatlantique en solitaire (2002, Delcourt, ISBN 2-84055-941-2)
  - 4. Quai des brunes (2003, Delcourt, ISBN 2-84789-000-9)
  - 5. La Communauté des magiciens (2004, Delcourt, ISBN 2-84789-262-1)
  - 6. Le peuple est un Golem (2005, Delcourt, ISBN 2-84789-494-2)
- Klezmer
  - 1. Conquête de l'Est (2005, Gallimard, ISBN 2-07-057309-5)
  - 2. Bon anniversaire Scylla (2006, Gallimard, ISBN 2-07-057552-7)
  - 3. Tous des voleurs! (2007, Gallimard, ISBN 2-07-057868-2)
- Jeangot (met Clément Oubrerie, tekeningen) (2012, Gallimard)

## Filmografie
- Gainsbourg (Vie héroïque) (2010)
- The Rabbi's Cat (2011)